# أسبوع التوعية بالبعوض
يُقام أسبوع التوعية بالبعوض أو أسبوع التوعية بمكافحته كل عام في بلدان أمريكا الشمالية والجنوبية، بما في ذلك الولايات المتحدة. يتم الإحتفال بأسبوع التوعية بالبعوض سنويًا في أواخر شهر يونيو. يتم عقد أسبوع التوعية بالبعوض في منطقة البحر الكاريبي في كل سنة من شهر أبريل أو مايو.
أسبوع التوعية بالبعوض يهدف إلى زيادة الوعي بالأمراض التي ينشرها البعوض، بما في ذلك حمى الضنك، وحمى شيكونغونيا، وزيكا، والحمى الصفراء، والملاريا. يهدف إلى الحد من تكاثر البعوض وتشجيع الناس على اتخاذ التدابير الوقائية لتجنب لدغات البعوض.

## التاريخ
بدأ أسبوع التوعية بالبعوض في عام 2016 استجابةً لتفشي فيروس زيكا في عامي 2015 و2016.